# Míla Linc
Miloslav Linc, známý spíše jako Míla Linc (* 13. října 1982, Praha) je český spisovatel žánru sci-fi a fantasy.

## Život
Působí jako knihovník v Městské knihovně v Praze. Publikovat začal v roce 1999 s povídkou Žlutý drak, v dalších letech se jeho povídky objevovaly zejména ve sbornících Drakobijci a v časopise Pevnost. Kromě žánrových prací napsal i příručku pro autory fantasy a pány jeskyně Středověký svět. Napsal též několik textů pro skupinu Hakka Muggies.
V roce 2011 získal ocenění Gandalfovo brko (jde o cenu pro fantastickou publicistiku napříč jejími žánry; konal se jediný ročník) za sérii článků Hrdinové třicetileté války publikovanou v časopise Pevnost.

## Dílo

### Knihy
- Středověký svět 1, Straky na vrbě 2005 a 2007, teoretická příručka,
- Středověký svět 2, Straky na vrbě 2007 a 2009, teoretická příručka,
- Stín Černého hvozdu, Straky na vrbě 2009, fantasy román,
- Absolutní spravedlnost, Golem Ríša a Poutník 2010, díl ze série Mark Stone
- Mrtví muži netančí, Straky na vrbě 2011, fantasy román
- V prachu a krvi, Triton 2012, dvacátá devátá část série Agent JFK.
- Mistři písmen, učni slov, Městská knihovna v Praze 2014, teoretická příručka
- Když se pohne les, Straky na vrbě 2017, fantasy román

### Povídky
- Žlutý drak (vyšlo ve sborníku Drakobijci, Straky na vrbě, Praha 1999)
- Ve jménu boha (vyšlo ve sborníku Drakobijci II., Straky na vrbě, Praha 2000)
- Skřeti (poprvé vyšlo v časopise Fantázia č. 4, 2001)
- CK SS (vyšlo ve sborníku Kočas, Straky na vrbě, Praha 2001)
- Kousek lásky (vyšlo ve sborníku Drakobijci III., Straky na vrbě, Praha 2001)
- Reklama (vyšlo ve sborníku Ježíšku, já chci plamenomet, Netopejr, Olomouc 2002)
- Mrtví muži netančí (vyšlo v časopise Pevnost č. 10, 2003)
- Nesnadný obchod (vyšlo v časopise Pevnost č. 4, 2003)
- Noc šibalů (vyšlo ve sborníku Drakobijci V., Straky na vrbě, Praha 2003)
- Slzy z olova (poprvé vyšlo v časopise Pevnost č.2, 2004)
- Z prázdných kronik (vyšlo v časopise Pevnost č. 9, 2004)
- Krajina po bitvě (vyšlo v časopise Pevnost č. 6, 2005)
- Zlaté údolí (vyšlo v časopise Dech draka č. 1, 2006)
- Děti štěstěny (vyšlo ve sborníku Drakobijci VIII., Straky na vrbě, Praha 2006)
- Šedá Lucie (vyšlo v časopise Pevnost č. 11, 2007)
- Ve stínu havrana (vyšlo ve sborníku Drakobijci IX., Straky na vrbě, Praha 2007)
- Přísahy mrtvým (vyšlo ve sborníku Drakobijci X., Straky na vrbě, Praha 2008)
- Právo pustiny (vyšlo v časopise Pevnost č. 7, 2009)
- Stříbrná spravedlnost (vyšlo ve sborníku Žoldnéři fantasie, Straky na vrbě, Praha 2010)
- L.P. 921 (vyšlo ve sborníku Wilth Ahwa, Zoner press, Brno 2010)
- Krauka (vyšlo ve sborníku Legendy: draci, Straky na vrbě, Praha 2010)
- Co přináší bouře (vyšlo v časopise XB-1 č. 9, 2011)
- Za hadím údolím (vyšlo v časopise Pevnost č. 10, 2011)
- Třetí havran (vyšlo ve sborníku Svatba v městě Glasgow, Hakka Muggies, Praha 2012)
- Ztracená jména (vyšlo ve sborníku Temné časy, Fantom print, Praha 2012)
- Pod Medvědí horou (vyšlo ve sborníku Žoldnéři fantasie, Straky na vrbě, Praha 2013)
- Šilhavá láska (vyšlo ve sborníku Legendy: Prokleté knihovny, Straky na vrbě, Praha 2013)
- Konec pašířů v Hřensku (vyšlo ve sborníku Excelsior, gentlemani, Straky na vrbě, Praha 2014)
- Proč mrtví nepláčou (vyšlo ve sborníku Žoldnéři fantasie, Straky na vrbě, Praha 2015)
- Dokud nás smrt nerozdělí (vyšlo v antologii Ve stínu Říše, Epocha, Praha 2017)
- Sesterská láska (vyšlo ve sborníku Žoldnéři fantasie, Straky na vrbě, Praha 2018)
- Křižáci jdou do nebe (vyšlo v antologii Ve stínu apokalypsy, Epocha, Praha 2018)
- Pravý rytíř (vyšlo v časopise Pevnost č. 2, 2019)
- Z nočních můr (vyšlo v časopise Pevnost č. 6, 2019)
- Do poslední kapky (vyšlo v antologii Praga caput regni, Straky na vrbě, Praha 2019)
- Návrat do Brožova (vyšlo v antologii Ve jménu Brožova, Straky na vrbě, Praha 2019)
- Stín čaroděje (vyšlo v antologii Ve stínu magie, Epocha, Praha 2019)

### Audioknihy
- Stín Černého hvozdu (vydaly Straky na vrbě v roce 2011), načetl a hudebním doprovodem opatřil Jiří Pobuda a skupina Hakka Muggies
- Hlas Černého hvozdu (vydaly Straky na vrbě v roce 2017), načetl Vojtěch Hamerský.
- Mrtví muži netančí (vydaly Straky na vrbě v roce 2018), načetl Jiří Pobuda.